# Ministère de la Défense (Turquie)
Le ministère de la Défense nationale (turc : Millî Savunma Bakanlığı) est un ministère du gouvernement de la république de Turquie, chargé de coordonner et de superviser toutes les agences et fonctions du gouvernement directement concernées par la sécurité nationale  et les forces armées turques. Son siège est situé au Bakanlıklar à Ankara. 